# Ruggero Mortimer, IV conte di March
Ruggero Mortimer (Monmouthshire, 11 aprile 1374 – Kells, 20 luglio 1398) fu il sesto barone di Wigmore e il quarto Conte di March, dal 1381 e conte dell'Ulster, dal 1382 fino alla morte. Inoltre Ruggero, dal 1385, per volere di Riccardo II, fu l'erede al trono d'Inghilterra.

## Origine
Era il figlio del terzo conte di March Edmondo Mortimer (1351-1381) e della moglie, la contessa dell'Ulster, Filippa Plantageneta (1355-1382), unica figlia di Lionello Plantageneto, I duca di Clarence, terzogenito di Edoardo III.

## Biografia
Nato a Usk, nella contea gallese di Monmouthshire, alla morte del padre, seguita poco dopo da quella della madre, Ruggero subentrò loro nei titoli, ma avendo circa sette anni d'età, il re d'Inghilterra, Riccardo II, lo affido alla tutela di Tommaso Holland, 1º conte di Kent. Inoltre Ruggero fu nominato luogotenente dell'Irlanda, in sostituzione del padre, morto proprio a Cork e la carica venne retta dallo zio Tommaso Mortimer, che non si rivelò all'altezza, per cui l'incarico, poco dopo, gli venne tolto.

Blasone della famiglia Mortimer

Il parlamento, invece tergiversava sul fatto che, fino che Riccardo II non avesse avuto figli, l'erede al trono sarebbe stato un Mortimer, Ruggero. Però Riccardo II, nel 1385, in mancanza di figli, lo nominò suo erede.
Nel 1388, il 7 ottobre, il suo tutore Tommaso Holland lo fece sposare con sua figlia Eleonora Holland, di un anno più vecchia di Ruggero.
Nel 1394, Ruggero seguì Riccardo II in Irlanda e, l'anno dopo (1395), fu nominato luogotenente dell'Irlanda.
Nel 1397 Ruggero non prese parte attiva nelle proteste contro la condotta del re Riccardo II.
Nel 1398, mentre cercava di riportare all'ordine un clan irlandese, Ruggero, il 20 luglio, perse la vita nella battaglia di Kells, nella contea irlandese di Meath. Sia nei titoli che nella nomina ad erede del trono d'Inghilterra gli succedette il figlio, Edmondo, di sei anni, che, l'anno dopo fu scavalcato da Enrico di Lancaster, che ascese al trono come Enrico IV. Questo portò in seguito, dopo circa cinquant'anni alla guerra delle due rose.
Ruggero fu tumulato nell'abbazia di Wigmore, dove già erano tumulati i genitori.

## Matrimonio e figli
Dalla moglie, Eleonora Holland Ruggero ebbe quattro figli:
- Anna (1390-1411), sposò Riccardo Plantageneto, III conte di Cambridge, figlio di Edmondo Plantageneto, I duca di York
- Edmondo (1391-1425), quinto conte di March ed erede del trono inglese
- Ruggero (1393-ca. 1409), dal 1399, anno in cui Enrico IV salì al potere, assieme al fratello, Edmondo, fu sempre segregato in una prigione, prima a Windsor, poi al castello di Berkhamsted, dove morì.
- Eleanora (1395-dopo il 1414), che sposò Edward de Courtenay, 11º Conte di Devon, a cui non diede figli.

Una fonte primaria parla di una quinta figlia, Alice, di cui però non si hanno altre notizie.